# Josef Zeininger

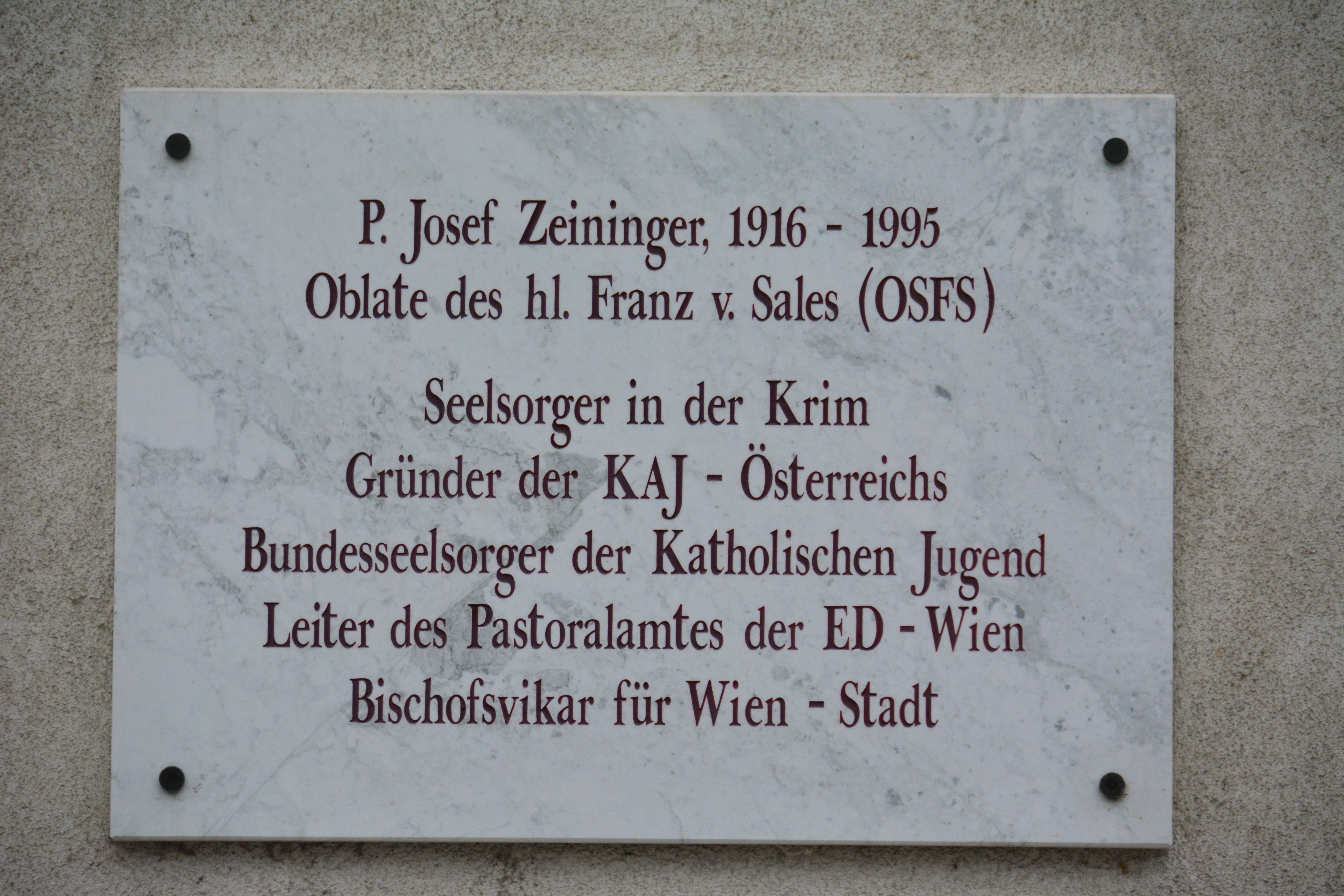
Gedenktafel für Pater Josef Zeininger

Pater Josef Zeininger OSFS (* 5. Februar 1916 in Eferding; † 26. Februar 1995 in Wien) war Bischofsvikar für die Stadt Wien und Begründer der Katholischen Arbeiterjugend in Österreich. Während des Dritten Reiches wurde er von den Nationalsozialisten verhaftet und zum Tode verurteilt, entging allerdings der Hinrichtung durch das Kriegsende.

## Kindheit, Jugend, Studium
Josef Zeininger verbrachte seine Kindheit als Sohn einer Landarbeiterfamilie, die auf einem Gutshof tätig war. Da er selbst aus armen Verhältnissen stammte, hatte er lebenslang ein besonderes Gespür für Menschen, die in materieller Armut lebten.
Nach der Volksschule besuchte er das Gymnasium der Oblaten des hl. Franz von Sales in Ried im Innkreis (Oberösterreich). Nach dem Abitur trat er bei den Sales-Oblaten ein und studierte Theologie in Freiburg im Üechtland. 1939 wurde er zum Priester geweiht und zum Kaplan der Pfarrei Krim in Wien ernannt.

## Verfolgung durch die Nationalsozialisten
In Fribourg hatte Zeininger die Ideen des Gründers der Christlichen Arbeiterjugend, Joseph Cardijn, kennengelernt. Nicht zuletzt aus diesem Grund fühlte er sich besonders den Arbeitern sehr verbunden und hatte während des Krieges auch viele Kontakte mit den Zwangsarbeitern aus Frankreich, die in den Rüstungsbetrieben im Sprengel der Krim-Pfarrei arbeiteten. Die Intensität der Kontakte mit diesen Arbeitern, die zum Teil Widerstandsgruppen angehörten, ging weit über das hinaus, was von den Nationalsozialisten erlaubt wurde. Unter anderem deswegen war Zeininger den Nazis verdächtig. Dazu kam die Zusammenarbeit mit dem jungen deutschen Theologen Otto Fuchs, der in Wien eine katholische Zelle gebildet hat, und anlässlich einer Feier inhaltlich erklärte, die katholischen Laien hätten die Aufgabe in gottesfeindlicher Umgebung katholische Zellen zu gründen. Vor allem wegen der Zusammenarbeit mit Otto Fuchs kam es zur Verhaftung Zeiningers am 17. Februar 1943.
Zeininger wurde zum Tode verurteilt, durch das Kriegsende und den Einmarsch der russischen Armee kam es jedoch nicht zur Hinrichtung. Am 6. April 1945 wurde Zeininger befreit.

## Aufbau der KAJ in Österreich
Nach dem Krieg baute Zeininger in seiner Pfarrei Wien-Krim die Katholische Arbeiterjugend (KAJ) in Österreich auf. Der 12. Januar 1946 gilt als offizielles Datum der KAJ-Gründung. Sehr bald breitete sich die Jugendbewegung über ganz Österreich aus. Zeininger wurde zum Zentralseelsorger der Katholischen Arbeiterjugend Österreichs (1948–1958) und zum Diözesanseelsorger der KAJ in der Erzdiözese Wien (1948–1953) ernannt. Von 1954 bis 1964 war er als Bundesseelsorger der Arbeiterjugend in Österreich tätig.

## Pastoralamtsleiter und Bischofsvikar in Wien
Im Jahr 1964 wurde Zeininger zum Pastoralamtsleiter der Diözese Wien ernannt. Diese Aufgabe nahm er bis 1975 wahr. Danach wurde er unter Kardinal Franz König zum Bischofsvikar für Wien-Stadt ernannt. Zeininger nahm dieses Amt bis 1992 wahr und musste dann aus Gesundheitsgründen in den Ruhestand gehen. Bei dieser Gelegenheit schrieb eine Wiener Tageszeitung: „Eine Vaterfigur von Wien trat ab“. Josef Zeininger starb am 26. Februar 1995 und wurde am Sieveringer Friedhof (Gruppe 19, Reihe 11, Nummer 10) bestattet.
Im Jahr 1997 wurde in Wien-Döbling (19. Bezirk) der Pater-Zeininger-Platz nach ihm benannt.